# Касте (Арьеж)
Касте́ (фр. Castex) — коммуна во Франции, находится в регионе Окситания. Департамент коммуны — Арьеж. Входит в состав кантона Ле-Ма-д’Азий. Округ коммуны — Памье.
Код INSEE коммуны — 09084.

## Население
Население коммуны на 2008 год составляло 95 человек.
| 1962 | 1968 | 1975 | 1982 | 1990 | 1999 | 2008 |
| ---- | ---- | ---- | ---- | ---- | ---- | ---- |
| 145  | 108  | 98   | 97   | 76   | 73   | 95   |

## Экономика
В 2007 году среди 54 человек в трудоспособном возрасте (15—64 лет) 32 были экономически активными, 22 — неактивными (показатель активности — 59,3 %, в 1999 году было 68,3 %). Из 32 активных работали 25 человек (13 мужчин и 12 женщин), безработных было 7 (2 мужчины и 5 женщин). Среди 22 неактивных 1 человек был учеником или студентом, 10 — пенсионерами, 11 были неактивными по другим причинам.